# Joan d'Atarés, Voto i Feliu de la Penya
Joan d'Atarés va ser un eremita del segle vii que s'instal·là al mont Oroel, prop de Jaca. Voto (o Votus) i Feliu van ser dos eremites més que, al segle següent, van instal·lar-se a la mateixa ermita, que amb el temps esdevingué el monestir de Sant Joan de la Penya. Venerats al monestir i la seva regió, la seva festivitat se celebra el 29 de maig.

## Vida i llegenda
Joan d'Atarés hauria viscut al final del segle VII. Renunciant a la seva fortuna, va retirar-se a la muntanya per fer-hi vida eremítica, concretament a una cova del mont Pano, prop de Jaca. Hi va disposar una creu de fusta davant la qual pregava contínuament.
Un dia, li aparegué el diable, vestit com un gran cavaller, i li va oferir grans riqueses i un palau si es posava al seu servei. Joan d'Atarés va resar el parenostre i el diable desaparegué; en el seu lloc vingué un àngel, que el va aconsellar que traslladés el seu estatge a una cova del mont Oroel, on s'instal·là i va erigir un altar dedicat a Sant Joan Baptista.

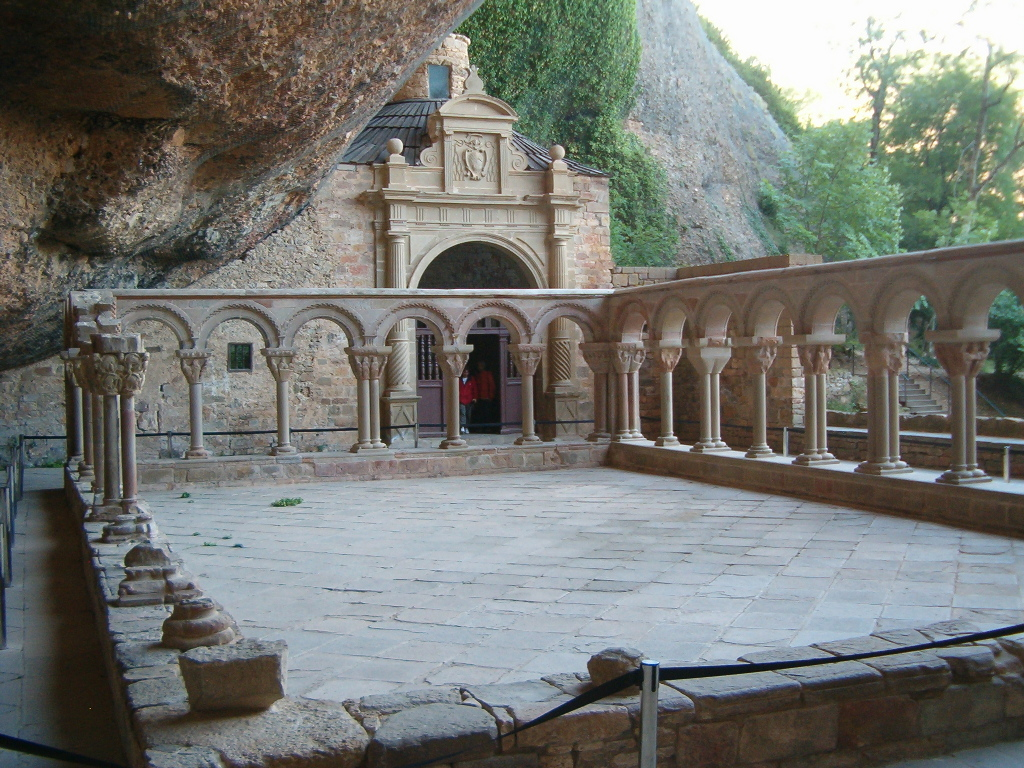
Claustre de Sant Joan de la Penya, amb la capella dels sants Voto i Feliu al fons.
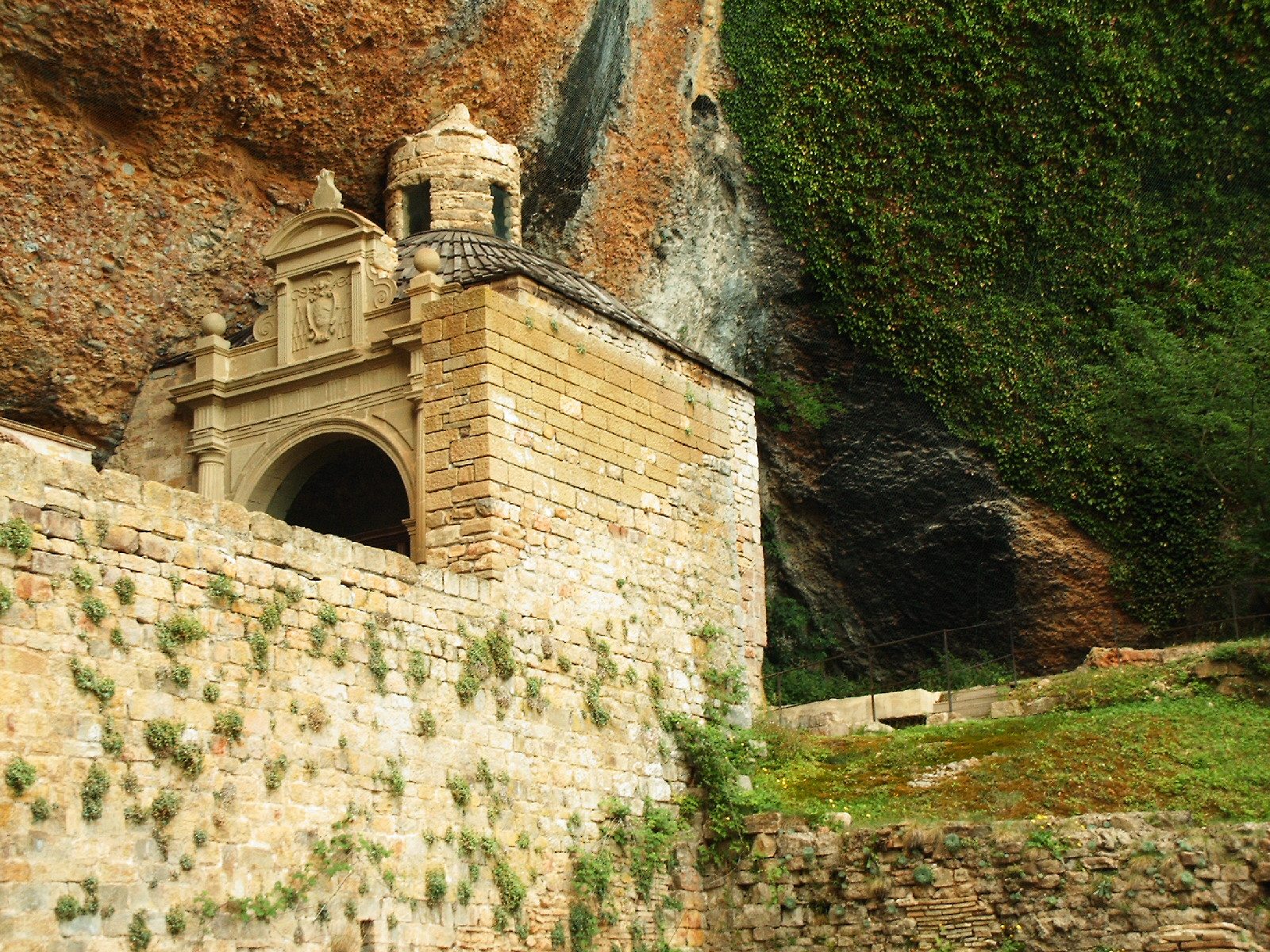
Capella dels sants Voto i Feliu (Sant Joan de la Penya)

### Voto i Feliu
Voto i Feliu (Félix) visqueren a l'inici del segle viii; eren cristians de Saragossa, de família noble. La tradició diu que Voto estava perseguint un cérvol, quan va caure per un penya-segat. Mentre queia es va encomanar a Sant Joan; aleshores el cavall es va posar suaument en una roca i després de cavalcar uns metres va arribar a una cova: allí hi havia el cos de l'ermità Joan d'Atarés, recolzat el cap sobre una pedra on hi havia un escrit que deia:
Ego Ioannes. Primus. In hoc loco, heremita, qui ab amorem Dei, hac ecclesiam fabricavi, in honorem sancti Ioannis Baptiste. Hic, requiesco, Amen. (Jo, Joan, primer ermità en aquest lloc, qui, per amor de Déu, vaig erigir aquesta església en honor de Sant Joan Baptista. Aquí reposo. Amén).
Voto va donar sepultura al difunt i, impressionat pel descobriment i la seva salvació miracolosa, tornà a Saragossa. Allí, amb el seu germà Feliu, van donar els seus béns als pobres i van anar a la cova, on van viure com a eremites. El diable els va temptar repetidament, però ells van resistir i van assolir la santedat. Aviat van acudir-hi deixebles que van voler seguir el seu model i van formar una comunitat que adoptà la regla benedictina. L'any 754 els dos germans van morir i una intensa llum va baixar del cel, certificant-ne la santedat.
Enterrats juntament amb Joan d'Atarés, al voltant de la cova i la capella va sorgir el monestir de Sant Joan de la Penya.
L'actual capella dels sants al monestir de la Penya data de l'inici del segle xviii. Segons la llegenda, quan l'abat Briz Martínez passejava pel claustre, dues grans roques van desprendre's i van caure molt a prop d'ell. Considerant que la salvació havia estat un miracle, va aixecar en aquell lloc una capella en honor dels fundadors de la comunitat.